# Musée Raymond-Poincaré
 (janvier 2021).
Si vous disposez d'ouvrages ou d'articles de référence ou si vous connaissez des sites web de qualité traitant du thème abordé ici, merci de compléter l'article en donnant les références utiles à sa vérifiabilité et en les liant à la section « Notes et références ».
Dominant la vallée de la Meuse, le musée Raymond Poincaré se trouve à Sampigny, dans le département de la Meuse, en France.
Il retrace le parcours de Raymond Poincaré (1860-1934), avocat, académicien, homme d’État et président de la République pendant la Grande Guerre.

## Statistiques
| Année | Visiteurs |
| ----- | --------- |
| 2003  | 821       |
| 2004  | 1 065     |
| 2005  | 738       |
| 2006  | 1 408     |
| 2007  | 455       |
| 2008  | 714       |
| 2009  | 910       |
| 2010  | 924       |
| 2011  | 4 126     |
| 2012  | 2 434     |
| 2013  | 2 338     |
| 2014  | 5 410     |
| 2015  | 4 636     |
| 2016  | 3 747     |
| 2017  | 4 693     |
| 2018  | 3 731     |
| 2019  | 4 731     |
| 2020  | 1 082     |
| 2021  | 1 509     |